# Ray Greene
Ray Greene, född 2 februari 1765 i Warwick, Rhode Island, död 11 januari 1849 i Warwick, Rhode Island, var en amerikansk politiker (federalist). Han representerade delstaten Rhode Island i USA:s senat 1797-1801. Han var son till William Greene som var guvernör i Rhode Island 1778-1786.
Greene utexaminerades 1784 från Yale College. Han studerade sedan juridik och inledde sin karriär som advokat i Providence. Han gifte sig 1794 med Mary Magdalene Flagg.
Greene var delstatens justitieminister (Rhode Island Attorney General) 1794-1797. Senator William Bradford avgick 1797 och efterträddes av Greene. Han efterträddes i sin tur 1801 av Christopher Ellery.
Greene gravsattes på familjekyrkogården i Warwick.